# Cotinine
La cotinine est un alcaloïde trouvé dans le tabac et le métabolite prédominant de la nicotine. La cotinine est utilisée comme biomarqueur pour l'exposition à la fumée du tabac.
"Cotinine" est une anagramme de nicotine.

## Utilisation dans le dépistage du tabagisme
La mesure de la concentration de la cotinine, que cela soit dans le sang, la salive ou l'urine, permet de dépister un tabagisme avec une très bonne sensibilité et spécificité.